# Copelatus depressus
Copelatus depressus är en skalbaggsart som beskrevs av Sharp 1882. Copelatus depressus ingår i släktet Copelatus och familjen dykare. Inga underarter finns listade i Catalogue of Life.